# 丁村遗址
丁村遗址位于中国山西省临汾市襄汾县，地处汾河东岸的第三阶地，以丁村为中心，北起襄汾县城，南至柴庄火车站，全长11千米，是旧石器时代中期遗址。1961年被列为第一批全国重点文物保护单位。
丁村遗址于1954年开始发掘，1976年后又进行了多次发掘。出土的人类化石有三枚牙齿和一块儿童顶骨，出土石制品二千多件。